# Fotheringhay Castle

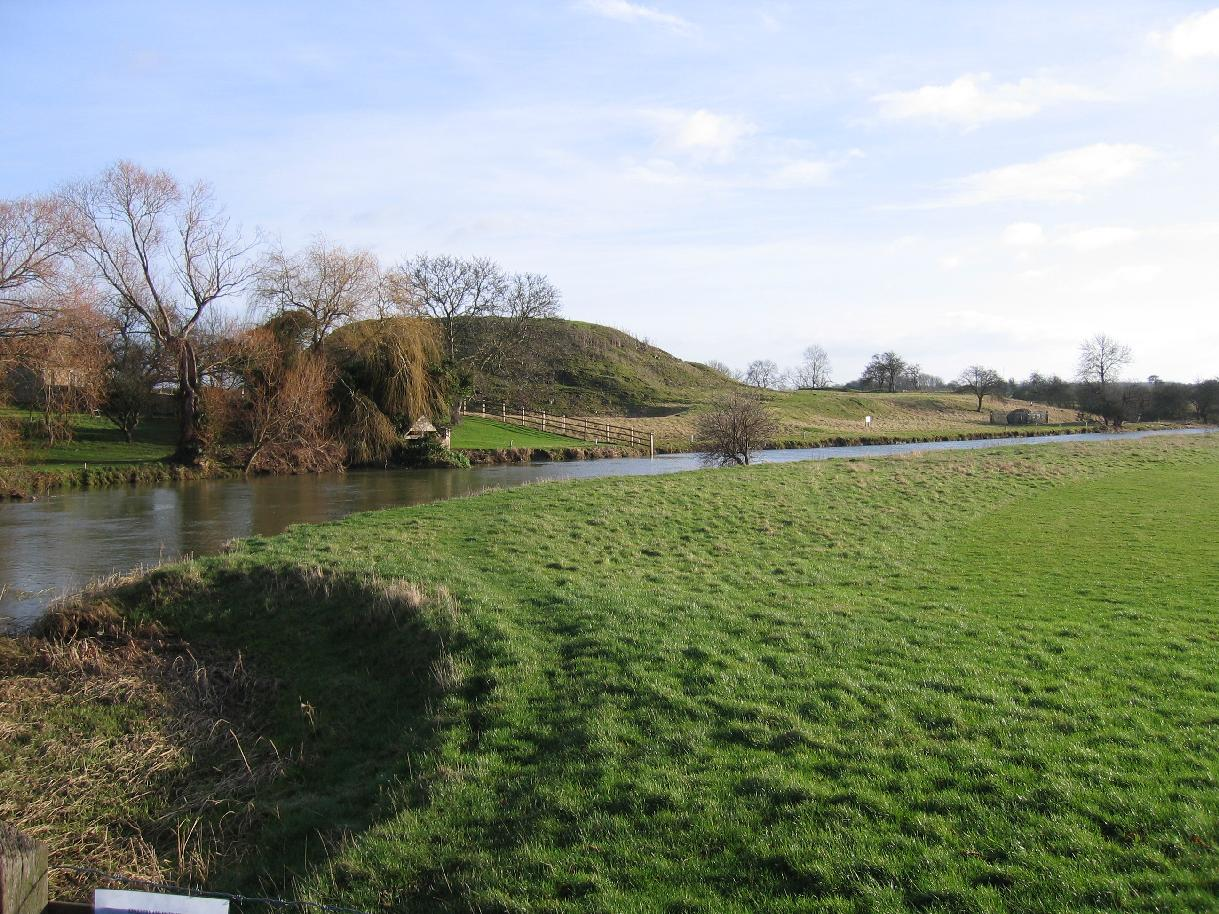
Burghügel des Fotheringhay Castle am Ufer der Nene

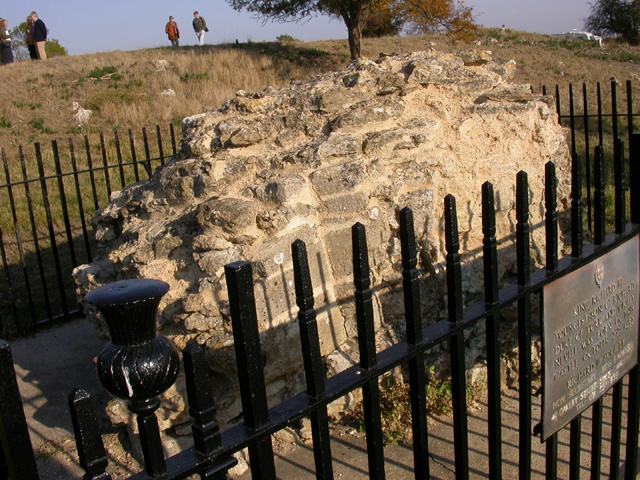
Erhaltene Burgmauer von Schloss Fotheringhay

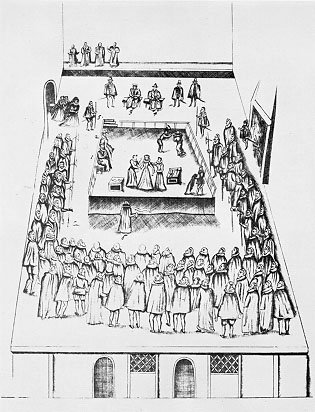
Zeitgenössische Darstellung der Hinrichtung Maria Stuarts auf Fotheringhay

Fotheringhay Castle war ein Schloss in Northamptonshire, England, und Stammsitz des Hauses York.
Es wurde vermutlich um 1100 von Simon I. de Senlis, dem zweiten Earl of Northampton, gegründet. Im Jahr 1113 ging der Besitz auf Prinz David von Schottland über, als er Simons Witwe, die Tochter des ersten Earl of Northampton, heiratete. Das Schloss wurde dann von den schottischen Fürsten bis zum frühen 13. Jahrhundert weiter vererbt, bis es von König Johann von England erobert wurde. 1220 wurde das Schloss von Ranulf de Blondeville, dem sechsten Earl of Chester, verwaltet. Im Januar des folgenden Jahres wurde die Burg vorübergehend von William de Forz im Zusammenhang mit seiner Rebellion gegen König Heinrich III. eingenommen. Nachdem de Forz das Schloss verlassen hatte, wurde es wieder von Heinrich III. übernommen und blieb bis zur Regierungszeit von Edward II. in königlichen Händen. Es wurde Stammsitz des Hauses York. Der englische König Richard III. wurde dort 1452 geboren, ebenso Margareta von York, eine seiner Schwestern.
Auf dem Schloss wurde Maria Stuart in den letzten Monaten ihres Lebens gefangen gehalten. Nach 18 Jahren Haft in den verschiedenen englischen Burgen und Schlössern wurde sie am 8. Februarjul. / 18. Februar 1587greg. in der Großen Halle enthauptet. Entgegen der verbreiteten Behauptung, Jakob I. habe das Schloss 1627 abreißen lassen, weil seine Mutter Maria dort hingerichtet wurde, wurde das Anwesen wohl wegen seiner nachlassenden Wirtschaftlichkeit aufgegeben und verwahrloste. Trotz der Größe und Bedeutung des Schlosses verfiel es während der elisabethanischen Zeit. Um 1635, weniger als 50 Jahre nach Marias Hinrichtung, wurde berichtet, die Burganlage sei in einem ruinösen Zustand. Die Gebäude wurden wahrscheinlich bald danach abgerissen.
Das Schloss ist eine geschützte archäologische Stätte (Scheduled Monument) von nationaler Bedeutung und für die Öffentlichkeit zugänglich. Heute gibt es außer einigen Erderhebungen und Mauerresten nur noch wenig zu sehen. Die Anlage bietet eine gute Aussicht über das Nene-Tal und die Lage macht seine Position als Festungs- und Verteidigungsanlage deutlich.

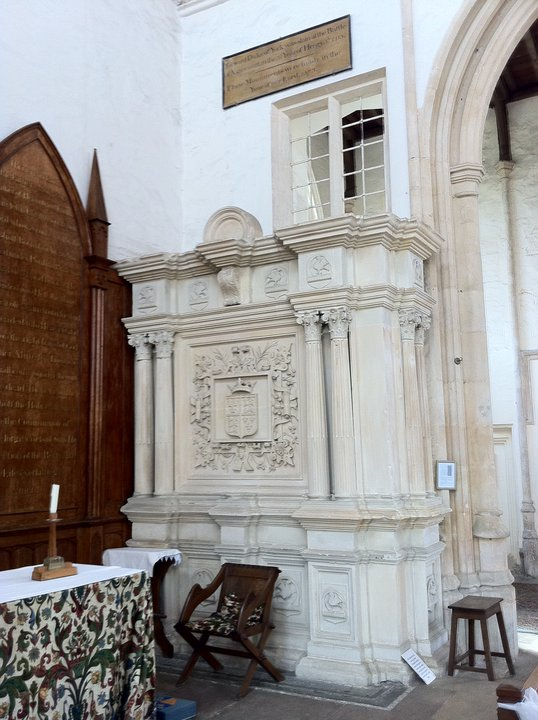
Gedenkstätte für Edward von Langley in der Kirche zu Fotheringhay

In der nahen Church of St Mary and All Saints befinden sich noch heute Grabsteine und Erinnerungstafeln an zahlreiche Angehörige des Hauses York, etwa der Herzöge Edward († 1415) und Richard († 1460) sowie dessen Sohn Edmund, Earl of Rutland († 1460). Die Gebeine des weiteren Sohnes Richard III., der 1483 in der Schlacht von Bosworth gefallen ist, waren jahrhundertelang verschollen, weshalb die Richard III Society in einer Seitenkapelle der Kirche eine Gedenkstätte für ihn eingerichtet hat. 2012 entdeckten Archäologen bei einer Ausgrabung unter dem Asphalt eines Parkplatzes in Leicester das Skelett des durch Shakespeares Drama Die Tragödie von König Richard III. berühmt-berüchtigten Königs, dessen Eltern in der Kirche von Fotheringhay liegen. 2015 wurde er in der Kathedrale von Leicester beigesetzt.

## Baubeschreibung
Es handelt sich um eine große Burganlage, um die herum große mit Wasser gefüllte Gräben gezogen waren. Die Burg hatte einen vieleckigen steinernen Festungsturm; der innere Burghof war durch eine Mauer und einen weiteren Wassergraben geschützt. Die Vorburg und die Außenanlagen waren befestigt und der Zugang zum Tor war als Brücke über einen See angelegt. Über die Baugeschichte des Schlosses ist wenig bekannt. Edmund Langley, Sohn König Edwards III., war im 14. Jahrhundert der Besitzer, und es wird angenommen, dass er den Aufbau der Vorburg und die Anlage des östlichen Teils des Grabens veranlasst hat.